# Arbre de l'oli de ben
L'arbre de l'oli de ben (Moringa oleifera) és una planta amb flor del gènere Moringa. Aquesta espècie és un arbre no gaire gran i de fusta molt tova que es troba a les regions tropicals i subtropicals del planeta. És un arbre amb flors blanques i fulles petites. L'escorça és de color gris clar, gairebé blanc. Tant les flors, com les fulles, els fruits i l'arrel són comestibles i, a més, tenen propietats medicinals. El fruit madur és dur i llarg, de prop de 50-60 cm normalment, semblant a una baqueta. Es talla en seccions i es fa servir per a preparar curris i sopes. Té un gust similar al de la mongeta verda. La rel té un gust picant que recorda el rave rusticà. Les fulles es poden menjar tant bullides com crues.
També és molt resistent a condicions climàtiques extremes i s'està emprant per a revegetalitzar zones desèrtiques. A Aràbia Saudí està en fase d'implantació en zones de dunes l'espècie del mateix gènere Moringa peregrina. Totes aquestes propietats li han valgut el nom de superarbre, apte per a ser usat en zones amb escassedat d'aliments i amb limitació de recursos.

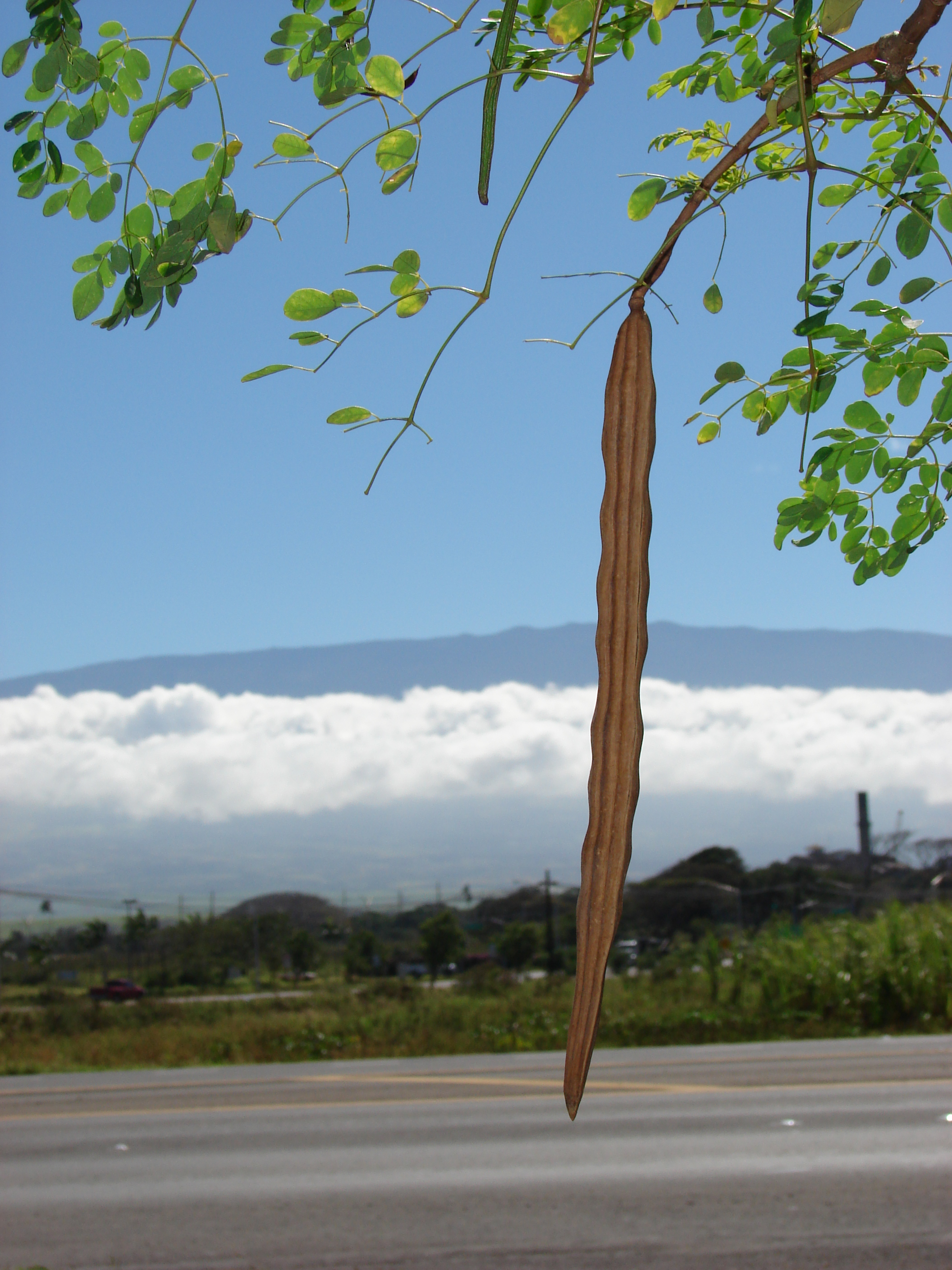
Fruita seca que penja d'una branca

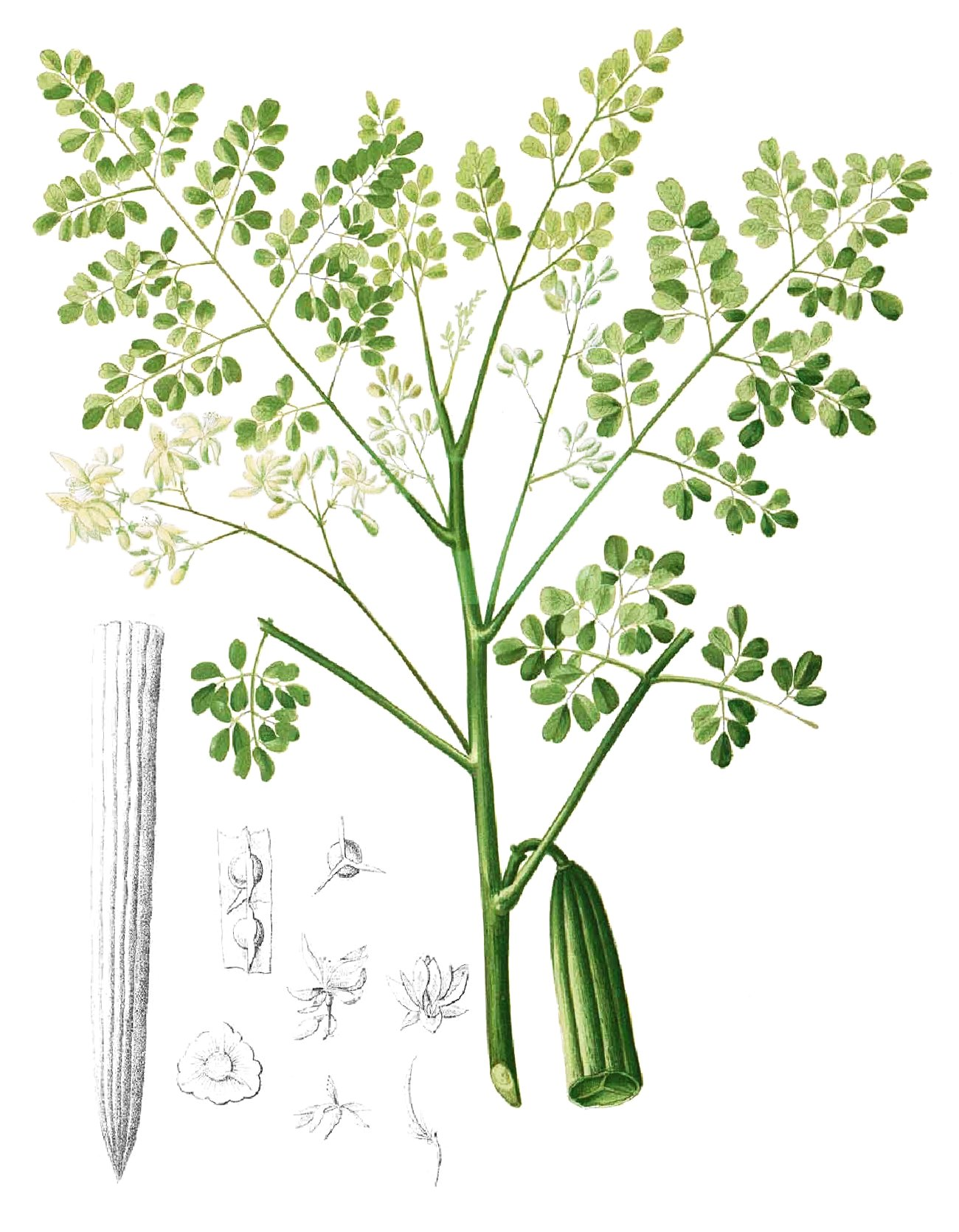
Fulles i una part del fruit